# 北関東公営競馬
北関東公営競馬とは、宇都宮競馬場（2006年閉場）、足利競馬場（2003年閉場）、高崎競馬場（2004年閉場）の3競馬場（地方競馬）の総称。

## 概要
北関東には、栃木県に宇都宮競馬場と足利競馬場、群馬県に高崎競馬場が存在していた。茨城県にも競馬場が存在していたが、取手競馬場は1949年に、古河競馬場は1959年に廃止された。そのため北関東公営競馬は、栃木県と群馬県の競馬場のことを指す。
2001年度から「北関東HOT競馬」の名称で、人馬の交流レースや北関東グレード（G1・G2・G3）の制定など幅広い連携を行っていた。しかし、3競馬場共に赤字で経営が苦しい状態になり、足利競馬場が2003年3月に、高崎競馬場が2004年12月に、宇都宮競馬場が2006年3月にそれぞれ廃止された。栃木県に関しては馬券発売についても全廃された。
廃止後の競馬場については次の通り。
- 足利競馬場：公園の整備や病院が開院。
- 高崎競馬場：施設のほとんどが取り壊されず、中央競馬（ウインズ高崎、2014年閉場）および地方競馬（BAOO高崎）の場外発売を行っていたが、2016年にスタンドなどが解体され（BAOO高崎は移設）、2020年に群馬コンベンションセンター（Gメッセ群馬）がオープンした。
- 宇都宮競馬場：2020年に陸上競技場「カンセキスタジアムとちぎ」がオープンした。

## 主な競走

### ダートグレード競走
- 群馬記念（GIII・高崎）
  - 1997年に格付けされた。また、1995年から5月5日に開催されていた。
  - 高崎競馬場唯一のダートグレード競走だった。
- とちぎマロニエカップ（GIII・宇都宮）
  - 2001年に創設。4回のみの開催だったが、うちノボトゥルーが2勝している。
  - 宇都宮競馬場唯一のダートグレード競走だった。

なお、足利競馬場でダートグレード競走が開催されることはなかった。

### 北関東グレード競走
（2004年度）
| - G1競走 - 北関東皐月賞（宇都宮） - 北関東ダービー（宇都宮） - サラブレッドカップ（高崎） - 北関東オークス（宇都宮） - 高崎記念（高崎） - 北関東菊花賞（高崎） - 北関東クイーンカップ（高崎） - かもしか賞（宇都宮） - 二歳優駿（高崎） - 高崎大賞典（高崎） - とちぎ大賞典（宇都宮） - 開設記念（高崎） | - G2競走 - 北関東桜花賞（宇都宮） - 端午賞（高崎） - 八汐賞（宇都宮） - スプリンターズ賞（高崎） - カネユタカオー記念（宇都宮） - しもつけ3歳スプリンターズカップ（宇都宮） - 東国賞（高崎） - 宇都宮記念（宇都宮） - コンフィデンスカップ（高崎） - とちぎスプリンターズ天馬杯（宇都宮） - 雷電賞（高崎） - 新春杯（高崎） - ブライアンズロマン記念（宇都宮） - 青峰賞（高崎） - 北関東弥生賞（宇都宮） | - G3競走 - スプリングカップ（高崎） - 太平記特別（宇都宮） - エメラルドカップ（高崎） - 坂東太郎賞（高崎） - ビューティフルトロフィー（高崎） - ばん阿賞（宇都宮） - フレンドリーカップ（高崎） - 白百合特別（宇都宮） - フリーダムカップ（高崎） - 穂の香賞（宇都宮） - 奥利根賞（高崎） - もみじ特別（宇都宮） - 織姫賞（宇都宮） - 春光賞（宇都宮） |

- その他の競走
  - 足利記念（G2）（足利） - 2003年を最後に廃止。
  - 尊氏賞（G3）（足利・宇都宮） - 2003年を最後に廃止。
  - こうずけ特別（G3）（高崎） - 2002年を最後に廃止。
  - オールスターカップ（G3）（足利・宇都宮） - 2003年を最後に廃止。

## 三冠
中央競馬クラシック三冠のように、北関東にも三冠のレースを形成していた。
北関東三冠
- 北関東皐月賞（宇都宮）
- 北関東ダービー（宇都宮）
- 北関東菊花賞（高崎）

2000年に成立し、2004年にフジエスミリオーネが三冠達成も、開催競馬場が廃止されたため三冠も廃止された。1999年までは栃木と群馬で分かれていた。
栃木
- しもつけ皐月賞
- とちぎダービー（のちの北関東ダービー）
- しもつけ菊花賞

栃木の三冠は、サラノオー（1981年）、カネユタカオー（1991年）、ベラミロード（牝馬 1999年）の3頭が達成。
群馬（高崎）
- 高崎皐月賞
- 高崎ダービー
- 北関東菊花賞

群馬（高崎）の三冠については達成馬なし。
アラブ系の馬についても三冠レースが形成されていた。
北関東アラブ三冠
- 華厳賞（宇都宮）
- とちぎアラブ王冠（宇都宮）
- 北関東アラブチャンピオン（高崎）

かつては、高崎競馬場でアラブ4歳チャンピオン、足利競馬場で朝顔賞が行われていたが、廃止されたため1995年に成立。しかし達成馬なしのまま、華厳賞が格下げになり、1997年を最後に三冠と呼称されなくなった。